# Базлык (приток Менеуза)
Базлык (баш. Баҙлык) — река в России, протекает по Башкортостану, Бижбулякский район. Устье реки находится в 12 км по правому берегу реки Менеуз. Длина реки составляет 21 км.
Начало реки — суходол.

## Населённые пункты
- село Кунакулово
- деревня Касимовка (Башкирия)
- деревня Егоровка
- село Базлык
- деревня Мусино

## Данные водного реестра
По данным государственного водного реестра России относится к Камскому бассейновому округу, водохозяйственный участок реки — Дёма от истока до водомерного поста у деревни Бочкарёва, речной подбассейн реки — Белая. Речной бассейн реки — Кама.
Код объекта в государственном водном реестре — 10010201312111100024694.

## Топографические карты
- Лист карты N-40-73 Бижбуляк. Масштаб: 1 : 100 000. Состояние местности на 1990 год. Издание 1994 г.